# Claudia I de Mónaco
Claudina o Claudia Grimaldi (c. 1451 - 19 de noviembre de 1515) fue señora reinante de Mónaco entre 1457 y 1458, y posteriormente señora consorte de Mónaco por matrimonio  con Lamberto Grimaldi.

## Vida
Claudia fue la única hija y heredera de Catalán Grimaldi, señor de Mónaco, y su esposa, Blanca del Caretto.
La sucesión de Mónaco fue designada por su abuelo paterno, Juan I, que permitió que una mujer pudiera suceder al trono y mantener el apellido Grimaldi después de casada, que sería pasado a sus hijos, y que su marido tendría que tomar el apellido y escudo de su esposa. La posición de Claudia como heredera al trono de Mónaco estaba asegurada.
En su testamento, Catalán indicó que debía ser sucedido por su hija Claudia quien, para cumplir con la regla de que el gobierno de una mujer no debía resultar en un cambio de dinastía, debía casarse con su primo Lamberto Grimaldi.    Catalán nombró a su madre, Pomellina Fregoso, como regente de Mónaco hasta la mayoría de edad de su hija y, en caso de que Pomellina muriera, su cuñado Pierre Fregoso ejercería como regente hasta la mayoría de edad de Claudia.

### Señora reinante de Mónaco
En julio de 1457, Catalán murió cuando Claudia contaba con solo seis años, y su abuela paterna, Pomellina Fregoso, se convirtió en regente de Mónaco de acuerdo con el testamento de su hijo. Sin embargo, el prometido de Claudia, Lamberto Grimaldi, se opuso al testamento y reclamó un puesto en la regencia; este reclamo fue apoyado por la población monegasca. El 20 de octubre de ese mismo año, Pomellina se vio obligada a firmar una declaración en la que prometía compartir la regencia con Lamberto. Pomellina ideó un complot para que Lamberto fuera destituido y asesinado en un golpe de Estado, en colaboración con Pierre Fregoso y Pierre Grimaldi, señor de Beuil. Pomellina le había prometido a este último que uno de sus hijos se casaría con Claudia.
En marzo de 1458, se llevó a cabo el plan, pero Lamberto logró huir; con el apoyo de la población de Menton y Roquebrune, depuso a Pomellina de su puesto como regente, la confinó en su casa en Menton, y se declaró señor soberano así como regente de Mónaco, y poseedor de los derechos de Claudia.

### Señora consorte de Mónaco
Lamberto consideraba que había conquistado el trono de Mónaco, y tomó posesión de los derechos de Claudia legalmente, con la aprobación del pueblo, lo que significó que Claudia ya no era considerada señora de Mónaco en derecho propio, habiendo sido depuesta. El matrimonio entre Claudia y Lamberto debía llevarse a cabo, pero fue aplazado debido a la corta edad de la novia.
En enero de 1460, un complot de parte de Pomellina, Pierre de Beuil y el conde de Tende (otra vez con Claudia y sus derechos dinásticos en el centro de la disputa) resultó en un fallido ataque a Mónaco y al gobierno de Lamberto.
El matrimonio entre Claudia y Lamberto se llevó a cabo el 29 de agosto de 1465 en Ventimiglia. Ha sido descrito como un matrimonio feliz. No hay mucha información sobre si ella participó en la política durante su período como señora consorte. Sin embargo, en 1483, Lamberto vio necesario obtener el consentimiento de Claudia de sus derechos para gobernar y regular el asunto de la sucesión después de su muerte. Esto significaba, en efecto, la renuncia de Claudia a sus derechos y su consentimiento para que su marido dispusiera de ellos. No obstante, Lamberto incluyó el nombre de su esposa cuando proclamó su soberanía sobre la provincia rebelde de Menton, la cual no se rindió completamente hasta el año 1491.

### Últimos años
Tras la muerte de Lamberto en 1494, su hijo Juan se convirtió en señor de Mónaco como Juan II. Claudia sobreviviría a Juan, quien fue asesinado en 1505 por su hermano, Luciano, que le sucedería como señor de Mónaco. Según la leyenda, Claudia estuvo presente durante el asesinato de su hijo Juan por su otro hijo. Se dice que ella lloró a Juan en público después de su muerte, así demostrando su opinión sobre su asesinato a su asesino y sucesor, su propio hijo Luciano.
Claudia falleció el 19 de noviembre de 1515, durante el reinado de Luciano. En su testamento, declaró que sus derechos a las tres provincias del señorío de Mónaco debían pasar a sus hijos de acuerdo con el orden de sucesión declarado en el testamento de su padre y abuelo, asegurando que las mujeres pudieran heredar el trono con la condición de que aquello no resultase en un cambio de dinastía: también reestableció a su nieta, María Grimaldi (hija de Juan II) a la sucesión, a pesar de Luciano le había obligado a renunciar a sus reclamos al trono tras su matrimonio. Debido a que Claudia no fue considerada como gobernante desde 1458, el hecho que haya podido redactar un testamento sobre los derechos al trono de Mónaco, regulando así la sucesión, es un hecho curioso considerando su posición legal.

## Hijos
Claudia y Lamberto tuvieron seis hijos:
- Juan II (1468 - 11 de octubre de 1505)
- Luis: considerado demente y apartado de la sucesión.
- Blanca: desposó en 1501 a Honorato de Villeneuve d'Espinouse, barón de Tourette, co-regente del hijo de su cuñado Luciano, Honorato I, junto con Nicolás Grimaldi en 1532.[3]
- Agustín I, obispo de Grasse (1482 - 14 de abril de 1532)
- Francisca (falleció antes de 1523): desposó a Luc Doria. Su hijo, Bartolomé Doria, asesinaría a su tío, Luciano.
- Luciano I (1487 - 22 de agosto de 1523)